# جيف شانون
جيف شانون (بالإنجليزية: Jeff Shannon)‏ هو ناقد سينمائي وصحفي أمريكي، ولد في 1961، وتوفي في 20 ديسمبر 2013 في إدموندز في الولايات المتحدة.

## روابط خارجية
- جيف شانون على موقع ميتاكريتيك (الإنجليزية)
- جيف شانون على موقع روتن توميتوز (الإنجليزية)